# Vladímir Répiev
Vladímir Répiev (rus: Влади́мир Гео́ргиевич Ре́пьев)  (Krasnodar, 11 de juliol de 1956 - Moscou, 4 de gener de 2009) fou un jugador d'handbol rus que va competir sota bandera soviètica durant les dècades de 1970 i 1980.
El 1980 va prendre part en els Jocs Olímpics de Moscou, on guanyà la medalla de plata en la competició d'handbol.
Amb la selecció soviètica jugà un total de 30 partits en què marcà 27 gols. A nivell de clubs jugà al SKIF Krasnodar. Es retirà el 1982 per concentrar-se en els seus estudis. Un cop finalitzats tornà a jugar la temporada 1990. Posteriorment exercí de comentarista de televisió, emetent partits d'handbol als canals de televisió Eurosport i Russia-2.